# Glycyphana fasciata
Glycyphana fasciata är en skalbaggsart som beskrevs av Fabricius 1775. Glycyphana fasciata ingår i släktet Glycyphana och familjen Cetoniidae. Inga underarter finns listade i Catalogue of Life.